# Stazione di Shanghai
La stazione di Shanghai (上海火车站S, Shànghǎi Huǒchē ZhànP) è una delle principali stazioni ferroviarie a servizio della città cinese. È gestita da Shanghai Railway Bureau.